# Eduards Strautnieks
Eduards Strautnieks (* 17. Mai 1886 in Mežotne, Gouvernement Kurland, Russisches Kaiserreich; † 23. März 1946 in Deutschland) war ein lettischer Rechtsanwalt und Politiker der Latvijas Republikāņu partija, der unter anderem Mitglied des Lettischen Volksrates, 1919 Justizminister im Kabinett Ulmanis I sowie von 1920 bis 1922 Mitglied der Verfassunggebenden Versammlung war.

## Leben

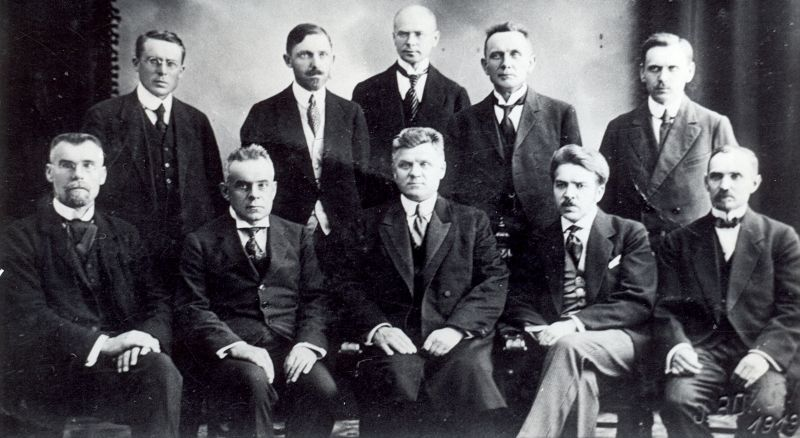
Strautnieks (stehend, 2.v.l.) als Justizminister mit den anderen Ministern des ersten Kabinetts Ulmanis (April 1919).

Eduards Strautnieks, Sohn eines Bauern, absolvierte ein Studium an der Fakultät für Rechtswissenschaften der Kaiserlichen Universität Moskau und ließ sich nach dessen Anbschluss 1912 als Rechtsanwalt in Riga nieder. Nach der Februarrevolution 1917 war er am 7. April 1917 Mitbegründer der Republikanischen Partei LRP (Latvijas Republikāņu partija) sowie deren Vertreter im Demokratischen Block (Demokrātiskais bloks) und wurde im November 1918 für die LRP Mitglied des Volksrates (Latvijas Tautas padome). Er übernahm am 14. März 1919 im ersten Kabinett von Ministerpräsident Kārlis Ulmanis, der ersten provisorischen Regierung der neuen Republik, von Pēteris Juraševskis das Amt des Justizministers (Tieslietu ministrs) und behielt dieses Amt bis zum 13. Juli 1919. Er war des Weiteren zwischen dem 1. Mai 1920 und dem 7. November 1922 für die Republikanische Partei Mitglied der Verfassunggebenden Versammlung (Latvijas Satversmes sapulce).
Später arbeitete Strautnieks wieder als Rechtsanwalt sowie im Justizministerium der Republik Lettland und war einige Zeit Herausgeber der Zeitung „Latvijas Sargs“ („Lettische Garde“). Nach der deutschen Besetzung Lettlands (1941 bis 1945) war er als Rechtsberater der Zentralbank (Latvijas Banka) tätig und lebte während der Kriegsjahre auf seinem Bauernhof „Mālenieki“ in der Gemeinde Svitene. Er ging im Herbst 1944 als Flüchtling nach Deutschland, wo er am 23. März 1946 verstarb.